# 虹が出た!
『虹が出た!』（にじがでた）は、1991年3月3日から1992年12月6日まで、フジテレビの制作により花王ファミリースペシャルで放送されたテレビドラマ。主演はちあきなおみ。全8話。
ちあきは1992年に芸能活動を休止したため、2024年現在彼女が出演した最後のテレビドラマとなっている（最終話の放映は芸能活動休止発表後）。

## 概要・内容
ラーメン店を営む夫婦 (演・高田純次、ちあきなおみ) と、店に訪れる常連客達の人間模様を描いた人情物語。
放映は1話と2話が1991年3月と4月、3話が7月、4話が9月、5話と6話が12月と1992年1月と1 - 3か月間隔で続いたが、その後は7話が1992年6月、8話が同12月と開いた。

## 登場人物
- ラーメン店の女将(演・ちあきなおみ)

夫と共にラーメン店を切り盛りする。3話で姪(妹の娘)を預り世話をする。
- ラーメン店の主人(演・高田純次)

仕事に関しては職人気質。3話で女将の姪が学校でいじめに遭っている事を知った妻が、学校に相談しようとした際には「子供のケンカに大人が出るなんてみっともない」と言う古風な面がある。
- 常連客(演・美川憲一)

3話で女将の姪が下校後傷だらけになっている姿を見て学校でいじめられているのではないかと心配するなど優しい性格。
- 常連客(演・桑名正博)

妻に逃げられたが、保険外交員の女性と交際するようになる。
- 常連客(演・西村知美)